# بحيرة كوجيناس
بحيرة كوجيناس (بالإيطالية: Lago Coghinas) هي بحيرة صناعية تقع في شمال جزيرة سردينيا في إيطاليا ، ضمن مقاطعة ساساري، تشكّلت في ثلاثينيات القرن العشرين بعد بناء سد على نهر كوجيناس، وتُعد من أكبر بحيرات الجزيرة.

## نبذه
تغطي البحيرة مساحة تقارب 17 كيلومترًا مربعًا، وتُحيط بها مناظر طبيعية وتلال خضراء، مما يجعلها موطنًا متنوعًا للحياة البرية، بما في ذلك أنواع من الطيور المائية والأسماك، وتُستخدم البحيرة أيضًا للأنشطة الترفيهية مثل صيد الأسماك والتجديف.
بالإضافة إلى أهميتها البيئية، تُسهم البحيرة في دعم الزراعة المحلية، كما تُعد من الموارد المائية الأساسية في شمال سردينيا، تُستخدم البحيرة لتخزين المياه لأغراض الري وتوليد الكهرباء، وتساهم في حماية المناطق المحيطة من مخاطر الفيضانات.